# Basilica di Notre-Dame (Nizza)

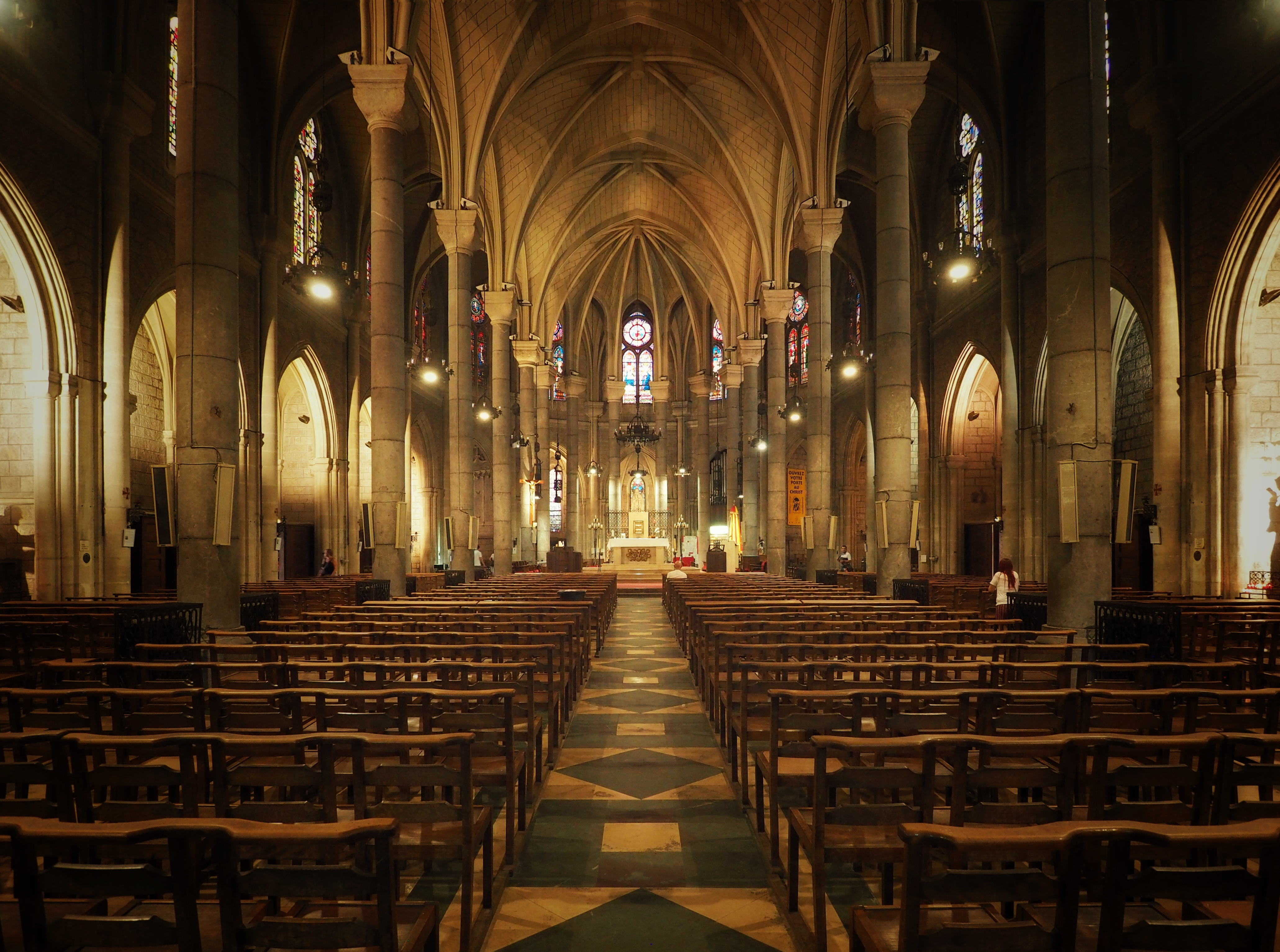
Interno

La basilica di Nostra Signora dell'Assunzione (in francese: basilique Notre-Dame de l'Assomption) è un luogo di culto cattolico del centro di Nizza, in Francia, situato in avenue Jean Médecin, sede dell'omonima parrocchia retta dal clero della diocesi di Nizza.
È la più grande chiesa della città, pur non essendone la cattedrale, ed ha la dignità di basilica minore dal 9 gennaio 1978.

## Storia
La chiesa venne costruita a partire dal 1864 in una zona della città di nuova edificazione nei pressi della stazione ferroviaria; il progetto venne affidato a Charles Lenormand, il quale ideò un edificio in stile neogotico ispirato alla cattedrale di Notre-Dame a Parigi (per l'esterno) e al coro della chiesa abbaziale di Saint-Serge ad Angers (per l'interno); il ricorso a stilemi tipici dell'arte medioevale francese fu dovuto alla volontà di avvicinare la popolazione nizzarda alla cultura della Francia, dopo l'annessione della città a quest'ultima avvenuta nel 1860. La chiesa, non ancora completata, venne aperta al culto il 3 maggio 1868; i lavori di costruzione si protrassero fino al 1879, mentre la dedicazione ebbe luogo soltanto il 19 marzo 1925.
Il 29 ottobre 2020 la basilica è stata oggetto di un attentato di matrice terrorista islamista durante il quale sono state uccise tre persone.

## Descrizione
L'esterno della basilica è caratterizzato dalla facciata, nella quale si aprono tre portali con ghimberga; quello centrale è sormontato dal rosone circolare e, più in alto, corre una galleria di archi trilobati su colonne; in alto, ai lati della statua della Madonna della Liberazione dello scultore Gallo (1944), si elevano i due campanili, privi delle previste cuspidi piramidali a base ottagonali che non vennero realizzate per problemi statici. Attualmente le due torri raggiungono un'altezza di 31 m e ospitano un concerto di quattro campane:
| Nome              | Nota | Anno di fusione | Torre    |
| ----------------- | ---- | --------------- | -------- |
| Marie             | Fa3  | 1868            | sinistra |
| Virgo Fidelis     | Sib3 | 2010            | destra   |
| Regina Pacis      | Do4  | 2010            | destra   |
| Mater Admirabilis | Re4  | 2010            | destra   |

L'interno della basilica è a sala, con tre navate della stessa altezza coperte con volta a crociera e separate da esili colonne; lungo le navatelle, che si ricongiungono intorno all'abside formando un deambulatorio, si aprono le cappelle laterali e le bifore che danno luce all'ambiente, con vetrate policrome realizzate a più riprese tra il 1868 e il 1956. Vi sono due organi a canne: quello principale, situato sulla cantoria in controfacciata, è stato realizzato da Merklin nel 1870 e ricostruito da Kern nel 1987 ed ha 40 registri su tre manuali e pedale; quello del coro, invece, è della ditta Gonzalez e dispone di 24 registri su due manuali e pedale.